# کروله ماوه
کروله ماوه (به لهستانی:  Króle Małe) یک روستا در لهستان است که در گمینا اندژیوو واقع شده‌است. کروله ماوه  ۱۳۰ نفر جمعیت دارد.